# Psednos groenlandicus
Psednos groenlandicus és una espècie de peix pertanyent a la família dels lipàrids.

## Descripció
- Fa 5,3 cm de llargària màxima.
- Nombre de vèrtebres: 47.[5]

## Hàbitat
És un peix marí i batidemersal que viu entre 930 i 1.055 m de fondària.

## Distribució geogràfica
Es troba a l'Atlàntic nord-occidental: l'estret de Davis.

## Observacions
És inofensiu per als humans.